# Pseudoschulthessiella whellani
Pseudoschulthessiella whellani is een rechtvleugelig insect uit de familie Thericleidae. De wetenschappelijke naam van deze soort is voor het eerst geldig gepubliceerd in 1977 door Descamps.